# Alveopora marionensis
Alveopora marionensis là một loài san hô trong họ Poritidae. Loài này được Veron & Pichon mô tả khoa học năm 1982.